# Área metropolitana de Lebanon
El Área Metropolitana de Lebanon y oficialmente como Área Estadística Metropolitana de Lebanon, PA MSA tal como lo define la Oficina de Administración y Presupuesto, es un Área Estadística Metropolitana centrada en la ciudad de Lebanon en el estado estadounidense de Pensilvania. El área metropolitana tenía una población en el Censo de 2010 de 133.568 habitantes, convirtiéndola en la 292.º área metropolitana más poblada de los Estados Unidos. El área metropolitana de Lebanon comprende solamente el condado de Lebanon y la ciudad más poblada es Lebanon.

## Composición del área metropolitana

### Ciudades
- Lebanon

### Boroughs
Cleona |
Cornwall |
Jonestown |
Mount Gretna |
Myerstown |
Palmyra |
Richland 

### Municipios
Annville |
Bethel |
Cold Spring |
East Hanover |
Heidelberg |
Jackson |
Millcreek |
North Annville |
North Cornwall |
North Lebanon |
North Londonderry |
South Annville |
South Lebanon |
South Londonderry |
Swatara |
Union |
West Cornwall |
West Lebanon 

### Lugares designados por el censo
Anville |
Avon |
Campbelltown |
Fort Indiantown Gap |
Fredericksburg |
Lebanon South |
Mount Gretna Heights |
Newmanstown |
Pleasant Hill |
Quentin |
Sand Hill |
Schaefferstown |
Timber Hills 